# Mercury Marquis
Ne doit pas être confondu avec Mercury Grand Marquis.
La Mercury Marquis est une automobile produite par Mercury entre 1967 et 1986. Son nom dérive du titre nobiliaire français et le véhicule fut décliné sur quatre générations de modèles. Initialement modèle phare de la marque Mercury, la ligne Marquis a été agrandie en incluant le modèle supérieur Grand Marquis ainsi que le Mercury Colony Park en tant que variante break. 
Les trois premières générations du modèle étaient des modèles full-size. En 1983, la génération finale a vu la ligne être séparée en deux : le modèle Marquis glissant vers le segment mid-size, et le Grand Marquis devenant modèle à part entière sur le segment full-size.